# 第八屆新加坡金曲獎得獎名單
《第八屆新加坡金曲獎頒獎典禮》於2001年9月8月首次在新達新加坡會議輿展覽中心（簡稱：新達城）舉行。大會司儀為馮慧詩、許振榮、陳儷儀和巫許瑪莉。周崇慶和林靈芝主持星光大道。

## 最佳唱片製作獎
我要的幸福——李偉菘、李偲菘

## 933醉心龍虎榜頂尖金曲獎
如果我是你——鄭秀文

## 933醉心龍虎榜年度10大最受歡迎金曲獎
- 愛一天多一天——陳曉東
- 單眼皮女生——中國娃娃
- 我要的幸福——孫燕姿
- 信仰——張信哲
- 愛不留——張信哲
- 如果我是你——鄭秀文
- 開始懂了——孫燕姿
- 你快不快樂——蘇有朋
- No Way——陳曉東
- 成全——劉若英

## 最佳本地作詞獎
沒有人——梁文褔

## 最佳本地作曲獎
我要的幸福——李偉菘

## 最受歡迎男歌手獎
劉德華

## 最受歡迎女歌手獎
鄭秀文

## 最佳演繹男歌手獎
庾澄慶

## 最佳演繹女歌手獎
林憶蓮

## 亞太最受推崇男歌手獎
庾澄慶

## 亞太最受推崇女歌手獎
張惠妹

## 最佳本地歌手獎
孫燕姿

## 傳媒推薦（本地音樂工作者）獎
蔡健雅

## 最具潛力本地新人獎
黃湘怡

## 最佳組合獎
五月天

## 最佳新人獎
- 金：孫燕姿
- 銀：周杰倫
- 銅：林凡

## 最具舞台魅力獎
郭富城

## 年度最暢銷專輯獎
我要的幸福——孫燕姿

## 流行樂壇榮譽大獎
郭富城

## 相關連結
新加坡金曲獎